# Wyścigowe Mistrzostwa Węgier 1991
1991 – sezon wyścigowych mistrzostw Węgier.